# 藤武橋
藤武橋（とうぶはし）は、埼玉県児玉郡上里町 - 群馬県藤岡市の神流川に架かる一般国道254号（群馬県道・埼玉県道23号藤岡本庄線重用）の橋長727 m（メートル）の桁橋。

## 概要
藤武橋は埼玉県・群馬県の県境にあって、主要地方道藤岡本庄線の橋梁として群馬県により発注された。形式は検討の上、PC桁橋が選定された。当時としては24径間にも及ぶ長さ727 mの長大なPC橋であったが、上部工架設はわずか10か月で完成した。総工費は1億3629万円であった。
- 形式 - PC単純ポストテンションT桁橋24連
- 橋格 - 第1種 (TL-20)
- 橋長 - 727.000 m
  -     - 支間割 - 20.300 m + 22×20.300 m  + 20.300 m
- 幅員
  - 総幅員 - 6.700 m
  - 有効幅員 - 6.000 m
  - 車道 - 6.000 m
  - 歩道 - なし[注釈 2]
- 橋台 - 重力式コンクリート橋台（左岸）、重力式鉄筋コンクリート基礎井筒橋台（右岸）
- 橋脚 - 重力式鉄筋コンクリート基礎井筒橋脚
- 施工 - ピー・エス・コンクリート[注釈 3]（上部工）、東鉄工業（下部工）

## 歴史
旧橋は橋長580 mの木造土橋であったが災害により幾度の流出と復旧を経ていた。増大する交通量や老朽化への抜本的対策として架替がきまり、1957年度（昭和32年度）・1958年度（昭和33年度）の国庫補助橋梁整備費を活用して架替が行われ、1959年（昭和34年）4月11日に開通した。
1975年（昭和50年）に側道橋が添加された。
朝夕には渋滞することなどから新たな橋梁整備を求める声があり、2015年（平成27年）12月24日に神流川新橋を含む国道254号バイパスの実現を求める期成同盟会が組織された。

## 隣の橋
- 国道462号神流橋 - 八高線神流川橋梁 - 藤武橋 - 上越新幹線神流川橋梁 - 関越自動車道神流川橋